# UFC Fight Night: Hunt vs. Mir
UFC Fight Night: Hunt vs. Mir (também conhecido como UFC Fight Night: 85)  foi um evento de artes marciais mistas promovido pelo Ultimate Fighting Championship, ocorrido em 19 de março de 2016 no Brisbane Entertainment Centre em Brisbane, Queensland  na Australia.

## Background
O evento terá como luta principal o confronto entre Mark Hunt e o ex-campeão dos Pesados Frank Mir pela categoria Peso Pesado do UFC. 

## Bônus da Noite
- Luta da Noite:  Jake Matthews vs.   Johnny Case
- Performance da Noite:  Mark Hunt e  Neil Magny